# تاكاهيرو أوهارا
تاكاهيرو أوهارا (باليابانية: 大原 卓丈) (مواليد 6 ديسمبر 1986)، هو لاعب كرة قدم ياباني سابق كان يلعب كمدافع.

## وصلات خارجية
- تاكاهيرو أوهارا على موقع رابطة كرة القدم اليابانية للمحترفين (اليابانية)
- تاكاهيرو أوهارا على موقع Soccerway.com (الإنجليزية)